# Centaurea amaena
Centaurea amaena — вид квіткових рослин айстрових (Asteraceae). Це ендемік Туреччини. Вид відомий із єдиної локації на сухих кам'янистих схилах гори Їланлі на висотах 1170–2300 метрів. 2n = 18.

## Біоморфологічна характеристика
Багаторічник, майже голий, 18–55 см заввишки, з висхідними голими гілками у верхній половині. Прикореневі листки запушені, 4–10 см, перистороздільні з 1–5 бічними сегментами. Верхні стеблові листки прості. Стеблові листки 3–7 см. Крайові квітки безплідні з п'ятьма долями, променисті, рожево-білуваті. Центральні квітки фертильні, двостатеві, білувато-рожеві. Віночок трубчастий з п'ятьма лопатями. Тичинок 4. Сім'янки 3–5 × 1–1.8 мм, коричнево-чорні, гладкі та блискучі, голі або з нечисленними волосками. Папус білуватий, дворядний, внутрішній ряд 0.2–2.3 мм, зовнішній ряд 3–4.7 мм. Цвітіння: червень — серпень; плодіння: липень і серпень.